# Siona obsoleta
Siona obsoleta là một loài bướm đêm trong họ Geometridae.